# Kaikoja globosa
Kaikoja globosa is een zakpijpensoort uit de familie van de Octacnemidae. De wetenschappelijke naam van de soort is voor het eerst geldig gepubliceerd in 1998 door Monniot.